# Milles de la Polvorosa
Milles de la Polvorosa ist ein nordwestspanischer Ort und eine Gemeinde (municipio) mit nur noch 199 Einwohnern (Stand: 2024) im Süden der Provinz Zamora in der Autonomen Gemeinschaft Kastilien-León. 

## Lage und Klima
Milles de la Polvorosa liegt am westlichen Rand der Kastilischen Hochebene (Meseta Iberica) in einer Höhe von ca. 700 m zwischen Río Tera im Westen und Río Esla im Südosten. Die Provinzhauptstadt Zamora ist gut 48 Kilometer (Fahrtstrecke) in südlicher Richtung entfernt. 
Das gemäßigte Kontinentalklima wird nur selten vom Atlantik beeinflusst.

## Bevölkerungsentwicklung
| Jahr      | 1970 | 1981 | 1991 | 2001 | 2011 | 2021 |
| Einwohner | 368  | 349  | 304  | 277  | 239  | 208  |

## Sehenswürdigkeiten

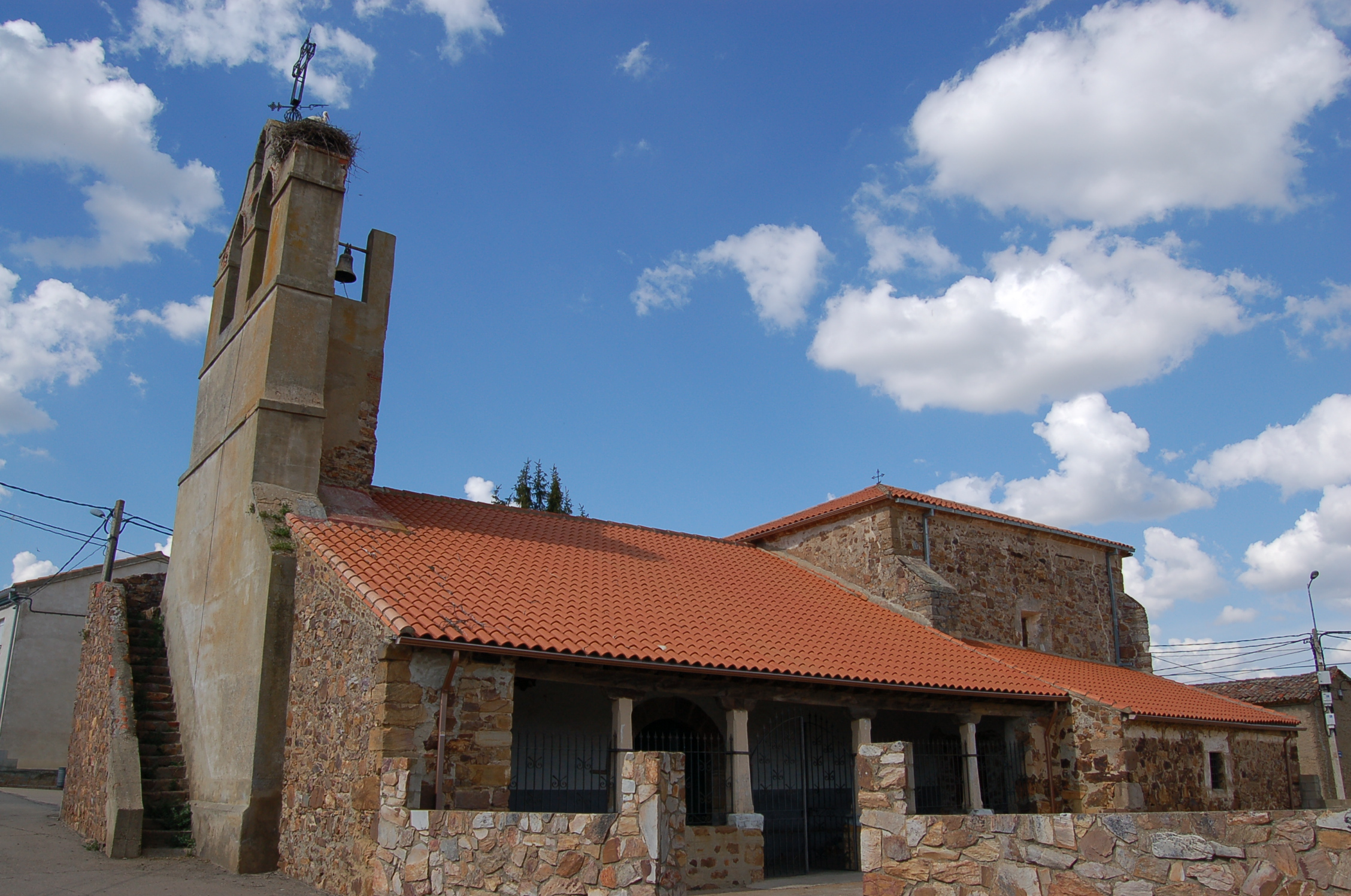
Michaeliskirche
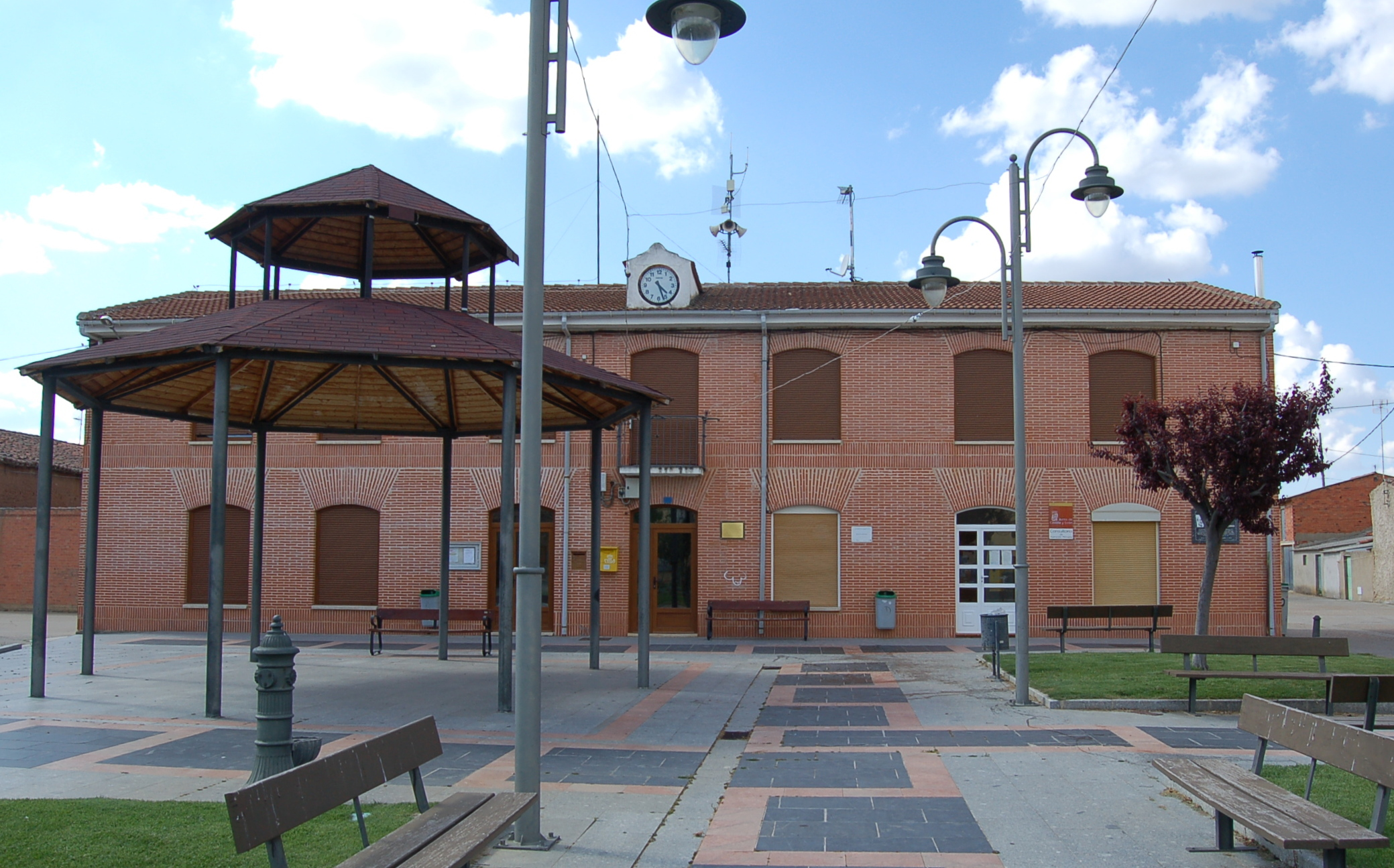
Rathaus

- Michaeliskirche
- Rathaus